# Caenorhabditis japonica
Espèce
Caenorhabditis japonica est une espèce gonochorique de nématodes de la famille des Rhabditidae.
Le génome de cette espèce a été séquencé au Genome Center de l'Université de Washington.
Dans la nature, l'espèce n'est pas parasite mais se trouve associée avec la punaise Parastrachia japonensis (Heteroptera: Cydnidae) et se montre capable d'entrer dans le stade dauer quelles que soient les conditions de disponibilité en nourriture ou de surpopulation,.

## Études phylogénétiques
C. japonica forme un groupe japonica avec d'autres espèces de Caenorhabditis (C. imperialis, C. kamaaina). Ce groupe est le groupe frère du groupe 'Elegans' dans le super-groupe elegans où se situe l'espèce modèle C. elegans.

## Publication originale
- (en) Karin C. Kiontke, Mantaro Hironaka et Walter Sudhaus, « Description of Caenorhabditis japonica n. sp. (Nematoda: Rhabditida) associated with the burrower bug Parastrachia japonensis (Heteroptera: Cydnidae) in Japan », Nematology, Éditions Brill, vol. 4, no 8,‎ 2002, p. 933-941 (ISSN 1388-5545 et 1568-5411, OCLC 456621842, DOI 10.1163/156854102321122557, lire en ligne).